# Ištar

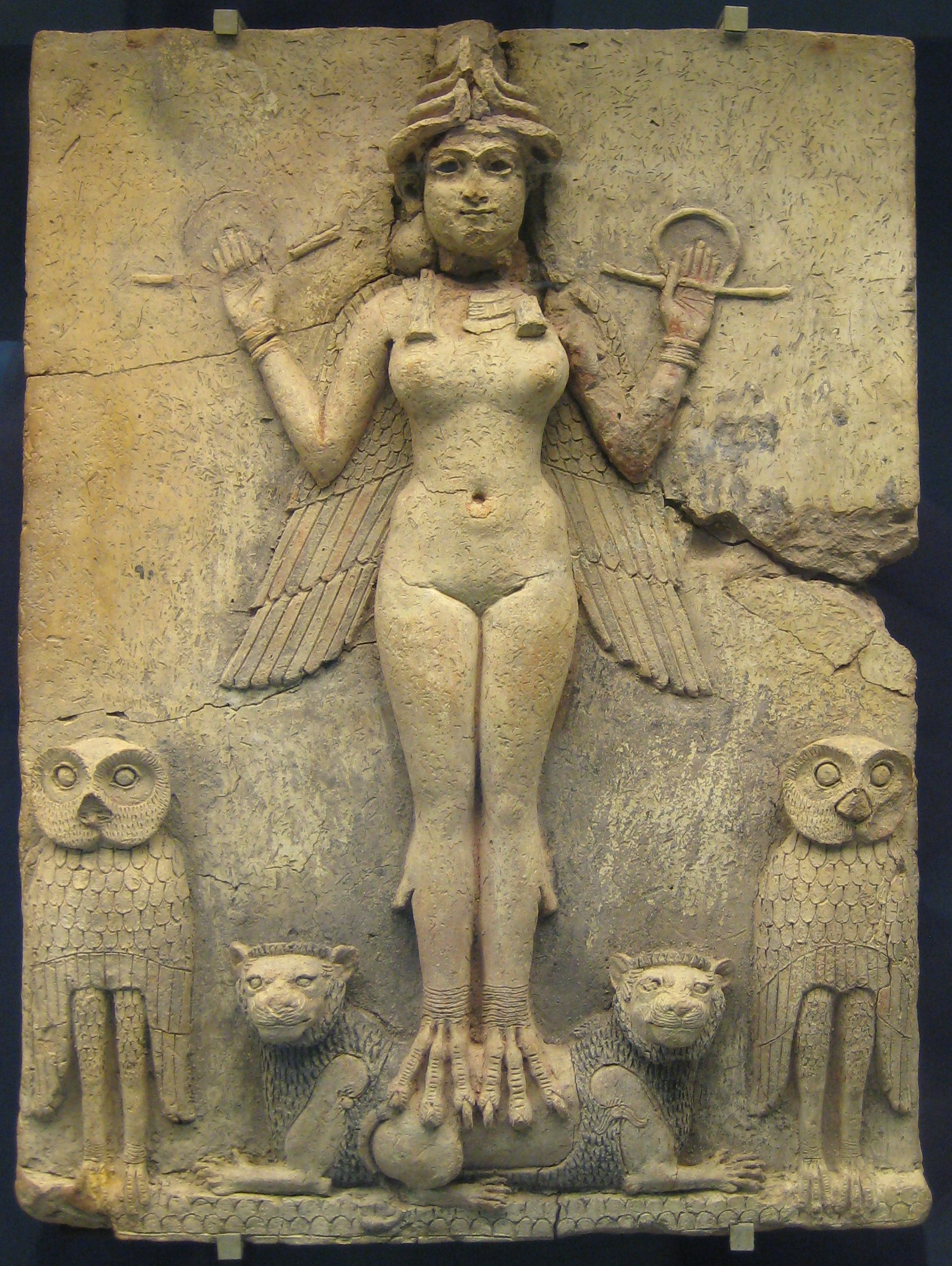
Ištar

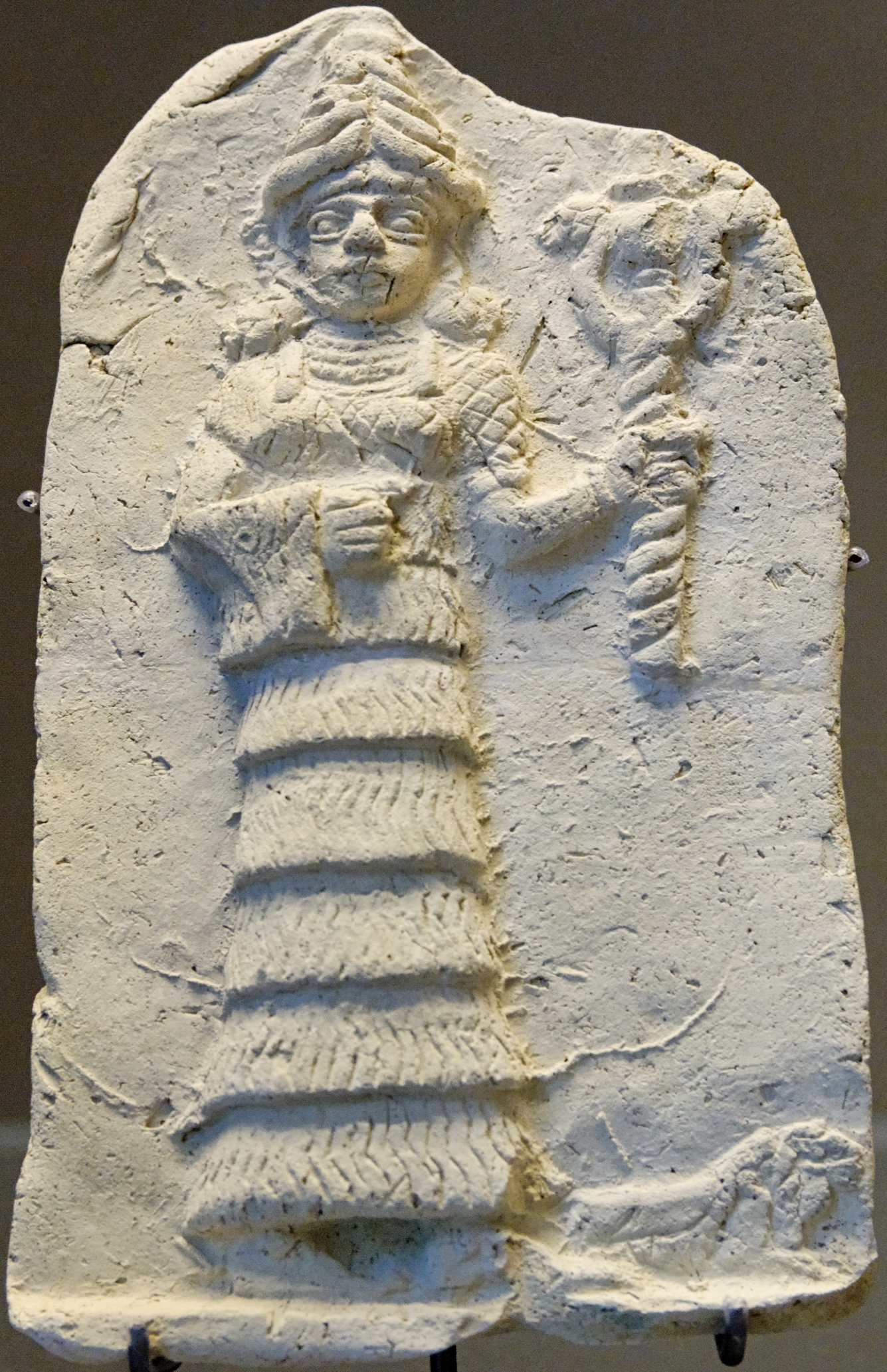
Ištar armata, rilievo in terracotta, inizio secondo millennio a.C., proveniente da Eshnunna

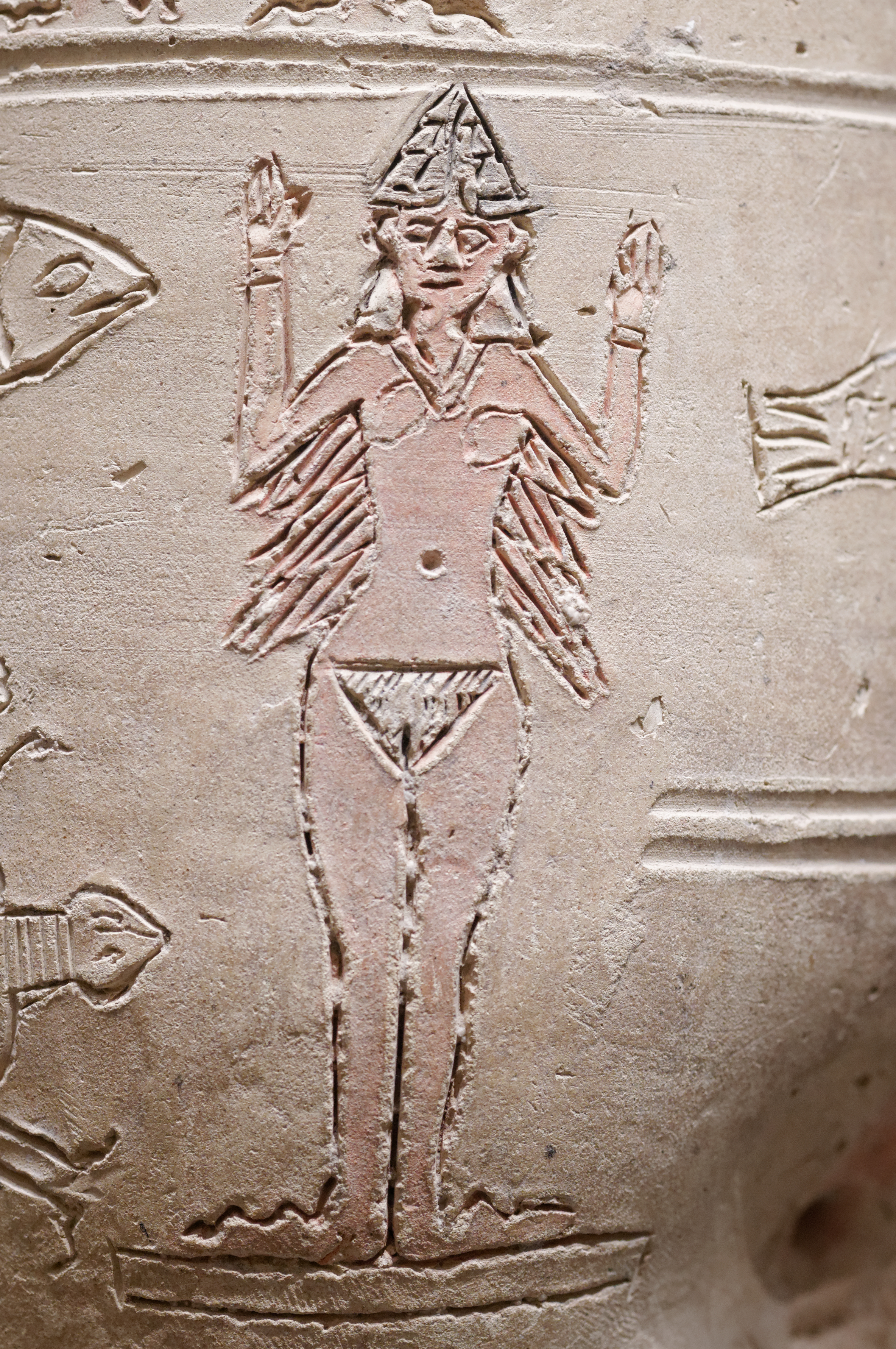
Immagine di Ištar nuda incisa su un vaso rinvenuto a Larsa, la dea porta una tiara cornuta ed è circondata da uccelli, pesci, un toro e una tartaruga. Museo del Louvre

Ištar (adattato anche in Ishtar) è la dea dell'amore, della fertilità e dell'erotismo, dea anche della guerra, nella mitologia babilonese, derivata dall'omologa dea sumera Inanna. A lei era dedicata una delle otto porte di Babilonia. Essa aveva contemporaneamente l'aspetto di dea benefica (amore, pietà, vegetazione, maternità) e di dea terrificante (guerra e tempeste).
I principali centri del suo culto erano Uruk, Assur, Babilonia, Ninive.

## I miti
I numerosi miti riguardanti Ištar sono spesso in contrasto tra loro.
In alcuni racconti è figlia di Sin, dio della Luna, e sorella di Šamaš, dio del sole, mentre in altri è descritta come figlia di Anu, dio del cielo. In ogni versione, tuttavia, Ištar è descritta come sorella di Ereshkigal e sua controparte.
In tutti i racconti si mantiene comunque l'associazione della dea con il pianeta Venere, che le comporta l'appellativo di Signora della Luce Risplendente. L'iconografia della dea è associata anche alla stella a otto punte, un simbolo che si ritrova anche nell'iconografia cattolica correlato alla Vergine Maria. Il simbolo della stella a otto punte rievoca il fatto che il pianeta Venere ripercorre le stesse fasi in corrispondenza di un ciclo di 8 anni terrestri, cosa già ampiamente conosciuta agli astronomi/astrologi sumeri.
Nell'Epopea di Gilgameš Ištar rappresenta l'amore sensuale e viene descritta come innamorata via via di diversi pastori, tra cui Tammuz, e di un giardiniere, che furono poi condannati dalla dea stessa, trasformandoli in diversi animali, tra cui: un uccello dalle ali spezzate, un lupo, una rana. 
Gilgamesh rifiuta l'amore della dea Ištar, perché sa che non riceverà un trattamento migliore.
La morte di Tammuz è anche descritta nell'opera Discesa di Ištar negli Inferi, dove la dea, dopo essere discesa nell'oltretomba ed essere stata giudicata e giustiziata, rinasce scambiando il proprio corpo con quello dello sposo Tammuz. Dopo la morte di Tammuz tutte le donne, compresa la dea, assumono lo stato di lutto che dura un mese, detto appunto il mese di Tammuz. Alcune caratteristiche di questo rituale di lutto, quali per esempio il fondamentale digiuno mensile, sono state trasmesse alle cerimonie religiose islamiche. Durante la sua discesa negli inferi la terra si arresta e nulla può essere creato.
I suoi appellativi sono: "Argentea", "Donatrice di Semi", quindi governava anche la fertilità e il raccolto. In un'epoca successiva divenne anche la protettrice delle prostitute e dell'amore sessuale. Era la dea delle tempeste, dei sogni e dei presagi e distribuiva agli uomini potere e conoscenza.

## Diffusione del culto in Egitto
Il culto di Ištar si diffuse anche in Egitto durante la XVIII dinastia.
Secondo la tradizione il culto potrebbe essere stato importato in Egitto da Amenofi III con la richiesta fatta a Tushratta, re di Mitanni, di poter avere la statua della dea conservata a Ninive allo scopo di curare una malattia del sovrano egizio.

## Sincretismo con altre divinità
La figura di Ištar si trova connessa con molte altre divinità del Vicino Oriente antico come Anath, Anutit, Aruru, Asdar, Asherat, Astarte, Ashtoreth, Athtar, Belit, Inanna, Innimi, Kiliti, Mash, Meni, Nanâ, Ninhursag, Ninlil Nintud e Tanit.
Da questo fatto deriva anche la grande quantità di simboli diversi associati alla dea.

## Altre opere
- Ishtar è una dea apparsa in alcuni spin-off del franchise di Fate.